# Leucosyke pulchra
Leucosyke pulchra är en nässelväxtart som först beskrevs av Henry Nicholas Ridley, och fick sitt nu gällande namn av H. Winkl.. Leucosyke pulchra ingår i släktet Leucosyke och familjen nässelväxter. Inga underarter finns listade i Catalogue of Life.